# عبد الله الغربي (رياضي)
عبد الله الغربي (من مواليد 11 يوليو 1965) هو مصارع سابق مثل اليمن الشمالي في دورة الألعاب الأولمبية الصيفية لعام 1988 في فئة 74 كجم حرة للرجال. خسر أول مباراتين له وتم إقصاؤه. 